# Hajnal Miklós (politikus)
Hajnal Miklós (Budapest, 1995. április 4. –) magyar politikus, a Momentum Mozgalom budapesti elnöke, 2018–2022 között a párt országos elnökségének tagja, 2022 óta országgyűlési képviselő.
A Momentum európai parlamenti és önkormányzati választásokon elszenvedett veresége után a a Momentum 2024. július 8-i tisztújításán nem indult újra, így már nem tagja az országos elnökségnek.

## Gyermekkora, tanulmányai
Budapesten nőtt fel a XIII. kerületben, 1998 és 2003 között Németországban élt. Középiskolai tanulmányait 2005–2012 között az ELTE Radnóti Miklós Gyakorlóiskolában folytatta, majd 2014-ben a British International Schoolban érettségizett. Felsőfokú tanulmányait 2014-től az Oxfordi Egyetem filozófia, politika és közgazdaságtan szakán folytatta, de azt nem fejezte be. 2021-től kezdődően jogi tanulmányokat folytat az ELTE Állam- és Jogtudományi Karán. Egyetemi tanulmányai mellett dolgozott Berlinben a Globális Közpolitikai Intézetben, később a Közép-európai Egyetem közpolitikai iskolájában, valamint a Google brüsszeli irodájában is.

## Politikai pályafutása
Nagyobb ismertségre a 2017-es NOlimpia kampány idején tett szert, mint a formálódó Momentum Mozgalom egyik meghatározó alakja. Ugyanebben az évben a párttá alakult Momentum Mozgalom szóvivőjének nevezték ki. Ezt a pozíciót 2018-ig, elnökségi taggá választásáig töltötte be.
A 2018-as magyarországi országgyűlési választáson Budapest 7. sz. országgyűlési egyéni választókerületének országgyűlési képviselőjelöltje volt a Momentum színeiben.
A választások után a párt tisztújításán két évre elnökségi taggá választották, majd 2020-ban újraválasztották. Mikor elnökségi taggá vált, lemondott szóvivői szerepköréről, de rendszeres vendége maradt televíziós interjúknak és közéleti vitáknak.
Hajnal a Momentum kampányfőnöke volt a 2019-es Európa Parlamenti választáson, ahol a párt, a közvéleménykutatásokat magasan túlteljesítve, közel 10%-os eredményt elérve két mandátumot szerzett.
A 2019-es önkormányzati választáson az országos kampányfőnöki munkája mellett a Hegyvidéki Önkormányzatban indult képviselőségért. Végül listáról jutott be az önkormányzati képviselői testületbe. 2020 novemberében lemondott képviselőségéről párttársa, Vadász Gábor javára, miután szélesebb szerepkört kapott a Momentum országos kampányának levezénylésében.
Hajnal részt vett a hatpárti ellenzéki összefogás koordinálásában, és pártját képviselte az Országos Előválasztási Bizottság tagjaként.
Pártjának jelöltjeként győzött a 2022-es ellenzéki előválasztáson Budapesti 3. sz. országgyűlési egyéni választókerületében, ahol Karácsony Gergely főpolgármester, az MSZP-Párbeszéd, Jakab Péter, a Jobbik, és az Új Kezdet támogatásával indult. A 2022-es magyarországi országgyűlési választáson 48,42% százalékos eredménnyel megnyerte a választókerületét, 6,6 százalékpontos előnyt felmutatva a kormánypárt jelöltjével szemben, ezzel mandátumot szerzett.
2022. decemberében a Momentum Hajnalt választotta meg a párt budapesti elnökének.
A Momentum európai parlamenti és önkormányzati választásokon elszenvedett veresége után a a Momentum 2024. július 8-i tisztújításán nem indult újra, így már nem tagja az országos elnökségnek.

## Közéleti szereplései
2017–18-ban számos, a harmadik és negyedik Orbán-kormány politikáját kritizáló utcai megmozduláson jelen volt résztvevőként és szervezőként egyaránt. Rendszeresen részt vett a CEU melletti tüntetéseken, melyek a felsőoktatási törvény 2017. márciusi módosítása után vették kezdetét. Szintén komoly szerepevolt a 2018-as decemberi kormányellenes tüntetésekben is. Ő volt egyike azoknak, akik a Kossuth téren tüntető tömeget átvezették az MTVA Kunigunda utcai székházához, ahol egy ötpontos petíciót szerettek volna átadni az egyik ott dolgozó szerkesztőnek.
2021-ben a Momentum „teraszos tüntetésének” egyik szervezője volt, melyben kritizálták, hogy a kormány a gyülekezési tilalmat fenntartotta veszélyhelyzetre hivatkozva, míg az országban telt házas futballmérkőzéseket tartottak. A tüntetés koncepciója az volt, hogy hivatalosan nem tüntetés zajlott, hanem a Momentum és Szél Bernadett független képviselő egy sajtótájékoztató keretében a járványügyi lazításokra hivatkozva teraszt nyitottak a Kossuth téren.

## Hegyvidéki és bel-budai tevékenysége
2020-ban indítványozta a XII. kerületi Önkormányzatban, hogy történjen hivatalos, nyilvános bocsánatkérés a kerületi Turul-szobron található második világháborús áldozatok listája miatt, mivel azok között megtalálható volt olyan személyek nevei is, akik aktív résztvevői voltak a nyilas tömeggyilkosságoknak.
Számtalan helyi közösségi megmozdulásban is részt vett, például civil szemétszedési akciókban, a Városmajori Komposztáló átadásában és karbantartásában, valamint a Tállya utcai játszótér felújításában is. 2020 tavaszán a Hegyvidéki Önkormányzat döntése nyomán elmaradt a kerületi lomtalanítás, ekkor a helyi Momentum alapszervezettel közösen önkéntes lomtalanítási akciót tartott a kerületi lakosok részére.
Többször is kritizálta nyilvánosan Mészáros Lőrinc vagyonosodását átláthatatlanságra és korrupcióra hivatkozva. Mikor Mészáros a XII. kerületbe költözött, Hajnal Miklós Fekete-Győr Andrással kitáblázta az utat Mészáros budai villájához. A Testnevelési Egyetem beruházása kapcsán kartell-gyanú miatt bejelentést tett a Gazdasági Versenyhivatalnál, majd pert indított a GVH ellen, miután az nem volt hajlandó vizsgálatot indítani a bejelentésben foglaltak ügyében. A Fővárosi Törvényszék jogerős döntésében Hajnalnak adott igazat, megállapításuk szerint a GVH törvénysértő módon utasította el a bejelentést, és jogellenes indokokra hivatkozva tagadta meg a versenyfelügyeleti eljárás lefolytatását.

## Médiaszereplései
A médiában az egyik leggyakrabban szereplést vállaló momentumos politikus. Rendszeresen látható különböző közéleti televíziós műsorok vendégeként. Sokszor volt már meghívott vendég az ATV Egyenes Beszéd és START című műsoraiban, de feltűnt már az Echo TV Napi Aktuális című műsorában is. Televíziós szereplései mellett az írott sajtóban is számos interjú készült vele. Egyik legemlékezetesebb médiaszereplése a Közmédiában volt a 2018-as országgyűlési választások előtt, amikor egy országos listát állító párt szóvivőjeként lehetősége volt arra a törvényekben foglaltak alapján, hogy 5 percben ismertesse pártjának programját. A program ismertetése helyett ő a Momentum által a Facebookra feltett felhívásra reagáló választópolgárok Orbán Viktornak intézett kérdéseit tolmácsolta.

## Családja
Anyja Szvetelszky Zsuzsa, az MTA TK tudományos munkatársa. Apja Hajnal Zoltán fizikus. Két lánytestvére van: Zsófia és Csilla. Jelenleg Budapest XII. kerületében, a Hegyvidéken lakik.